# Alberto Viani

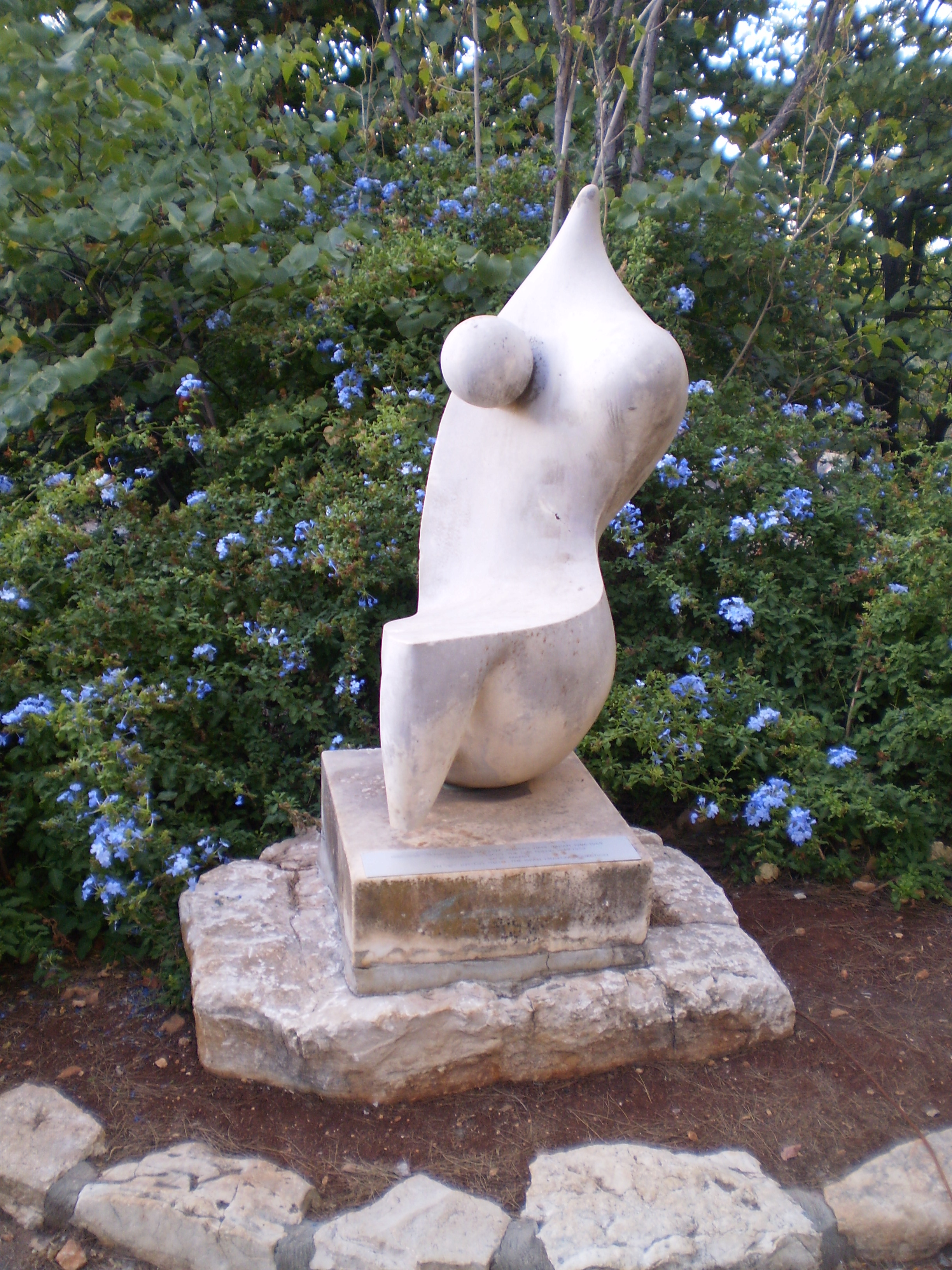
"Die Freundin" von Alberto Viani, 1949–1953, im Amirim Skulpturen Garten, Israel

Alberto Viani (* 23. Juni 1906 in Quistello bei Mantua; † November 1989 in Mestre) war ein italienischer Bildhauer.
Alberto Viani studierte von 1944 bis 1947 an der Akademie der Bildenden Künste in Venedig. Ab dem Jahr 1944 war er Assistent von Arturo Martini.
Als Martini im Jahr 1947 starb, übernahm Viani als dessen Nachfolger den Lehrstuhl für Bildhauerei an der Akademie.
Viani war, zusammen mit Renato Birolli, Mitbegründer der Gruppe Fronte Nuovo delle Arti im Jahr 1946.
Die künstlerische Arbeit von Viani war zu Beginn stark von Artura Martini beeinflusst. In seinen späteren Werken wendet er sich einer abstrakteren Formensprache zu. Seine Arbeiten haben danach eher Anklänge an die Skulpturen von Hans Arp und Constantin Brâncuși.
Alberto Viani fertigte Skulpturen aus Gips, Stein oder Bronze. Seine Skulpturen haben runde und weiche, eher fließende Formen. Viele seiner Werke erinnern in ihren Formen an menschliche Körper, bilden sie aber nicht wirklich ab.
Viani war Teilnehmer der ersten documenta im Jahr 1955 in Kassel, und auch auf der nächsten, der documenta 2 im Jahr 1959 als Künstler vertreten. 1983 erhielt er einen Antonio-Feltrinelli-Preis für Kunst.